# I Get Around
I Get Around (englisch für „Ich komme herum“) ist ein Lied der US-amerikanischen Rockband The Beach Boys, das im Mai 1964 erschien.

## Entstehung und Veröffentlichung

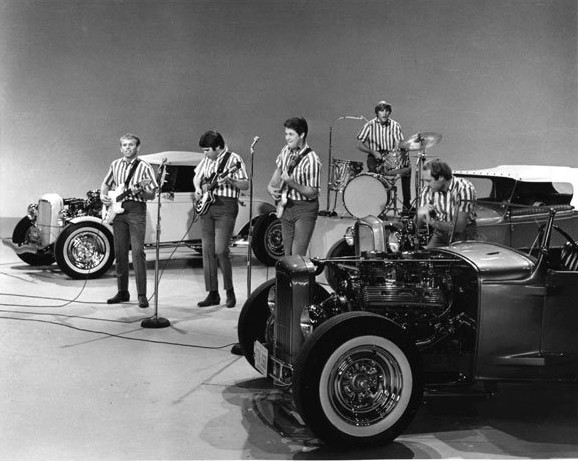
Die Beach Boys mit I Get Around in der Ed Sullivan Show vom 27. September 1964.

Das Lied wurde von den beiden Beach-Boys-Mitgliedern Mike Love und Brian Wilson geschrieben. Wilson war ursprünglich als alleiniger Autor aufgeführt. Nachdem Love Wilson in den 1990er-Jahren wegen Songwriting-Credits verklagt hatte, wurde ihm offiziell zugesprochen, an 35 Beach-Boys-Liedern mitgeschrieben zu haben, darunter auch I Get Around. Auf die Frage nach der Urheberschaft von I Get Around während des Gerichtsverfahrens antwortete Wilson: „Ich [habe ihn] geschrieben, mit Ausnahme der Möglichkeit, dass Mike das Intro geschrieben hat, das ‚round 'round‘.“ Wilson zeichnete zudem auch für die Produktion verantwortlich.
Die Aufnahme wurde am 2. April 1964 in den Western Studios in Hollywood getätigt. Dieses Datum, das mit den Aufnahmen zu „Little Honda“ zusammenfiel, markierte den Beginn der All Summer-Long-Sessions. Acht Tage später, am 10. April, nahm die Gruppe den Gesang von „I Get Around“ auf. Murry Wilson, der Verleger der Band und Vater der Wilson-Brüder, sorgte für Störungen bei den Aufnahmen des Instrumentalstücks. Der Biograf Steven Gaines schreibt: "Murry hörte nicht auf, das Lied und Wilsons Produktionstechniken zu kritisieren … er schwafelte darüber, was für ein Verlierer Wilson sei, wie schlecht die Musik sei und dass nur Murry das wahre Talent in der Familie habe. Einmal bestand er darauf, dass Brian die Session beendete, weil etwas mit der Basslinie nicht stimmte. Murry schimpfte auch mit Dennis Wilson, der daraufhin auf eine Wand einschlug und die Session verließ. Love erinnerte sich: "Brian hatte es schon immer schwer, seinem Vater die Stirn zu bieten, aber dieses Mal … schubste er seinen Vater, der daraufhin nach hinten kippte. Das war das einzige Mal, dass ich gesehen habe, wie Brian sich ihm körperlich widersetzte, und Murry verließ besiegt das Studio." Einigen Berichten zufolge feuerte die Gruppe daraufhin Murry als ihren Manager. Nach Gaines’ Beschreibung hatte Brian seinen Vater gegen die Wand geworfen und geschrien: „Raus hier! Du bist gefeuert! Hast du das verstanden? Du bist gefeuert!“ Love schrieb jedoch in seinen 2016 erschienenen Memoiren, dass Murry bereits „ein paar Monate“ vor diesem Vorfall als ihr Manager entlassen worden war.
Die Erstveröffentlichung von I Get Around erfolgte als Single am 11. Mai 1964 bei Capitol Records. Diese erschien weltweit in verschiedenen Ausführungen, unter anderem als 7″-Single mit der B-Seite Don’t Worry Baby (Katalognummer: 5174). Am 13. Juli desselben Jahres erschien das Lied als Teil von All Summer Long (Katalognummer: T 2110), dem sechsten Studioalbum der Beach Boys. Im gleichen Jahr erschien auch eine Liveversion auf dem ersten Beach-Boys-Livealbum Beach Boys Concert (Katalognummer: STAO 2198).

## Inhalt

### Text
Der Biograf Jon Stebbins erklärt, dass das Lied eines von mehreren war, die Wilson auf der Grundlage der Lebenserfahrungen seines Bruders Dennis geschrieben hatte. Brians ursprünglicher Text in der ersten Strophe hatte die Zeile „Well there's a million little girls just waitin' around / But there's only so much to do in a little town / I get around from town to town“. Love teilte Wilson mit, dass dies „Pussy Lyrics“ seien und überarbeitete sie daraufhin. Später schrieb er: In der ersten Strophe drückt der Erzähler seine Langeweile darüber aus, „denselben alten Strip rauf und runter zu fahren“ und sein Bedürfnis, „einen neuen Ort zu finden, wo die Kids hip sind“. Er bemerkt, dass er und seine „Kumpels“ nun berühmt sind und dass sogar die „bösen Jungs“ mit ihnen vertraut sind, obwohl „sie uns in Ruhe lassen“. Der Satz „I get around“, der in den Refrains vorkommt, ist ein Ausdruck, der so viel bedeutet wie „Ich weiß, was los ist“. In der zweiten und letzten Strophe brüstet er sich damit, dass er das schnellste Auto hat und dass er und seine „Kumpels“ immer erfolgreich sind, wenn es darum geht, Frauen aufzureißen.

### Komposition

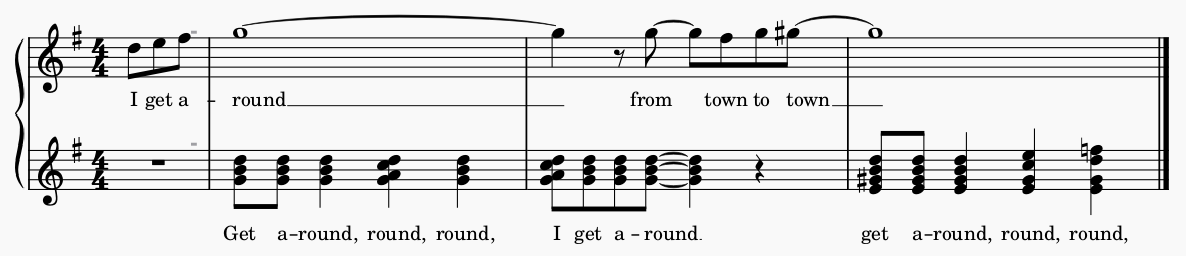
Transkription des Anfangsgesangs in „I Get Around“

I Get Around beginnt in der Tonart G-Dur mit einem A-cappella-Introteil, das eine langsamere Version der im Refrain verwendeten Akkordfolge enthält: I-VI-ii-VII-V. Love gab an, dass er das Intro an den 1961er Hit Barbara-Ann der Regents angelehnt hatte, einen Song, den die Beach Boys später auf ihrem 1965er Album Beach Boys’ Party! coverten.
Die Strophen wechseln zwischen ii und V ab, eine von Wilsons bevorzugten Tonfolgen, die er bereits in „Little Deuce Coupe“ und „Little Saint Nick“ verwendet hatte. Der Musikwissenschaftler Philip Lambert stellt die Gemeinsamkeiten zwischen diesen Liedern und „I Get Around“ fest: „Brian [hatte] den Autosong buchstäblich aktualisiert.“ Wilson nannte „One Fine Day“ (1963) von den Chiffons als weiteren möglichen musikalischen Einfluss auf „I Get Around“.
Während des instrumentalen Solos moduliert die Tonart nach A-Dur, woraufhin ein Abstieg nach As-Dur folgt. Der Biograf Peter Ames Carlin zeichnete den Song für seine „erschütternden rhythmischen Veränderungen, die Fuzz-Gitarre, die schrägen Orgelriffs und Brians eigenes, klagendes Falsett“ aus, während David Leaf ihn als „einen wichtigen, revolutionären Schritt in Brians Einsatz von Dynamik“ bezeichnete.

## Rezeption
Dem Autor James Perone zufolge war I Get Around sowohl eine erfolgreiche Antwort Wilsons auf die British Invasion als auch der Beginn einer inoffiziellen Rivalität zwischen ihm und den Beatles, vor allem Paul McCartney. Lambert stimmte zu: „Als ‚I Get Around‘ an die Spitze der Charts stieg … erkannten die Beatles sicherlich, dass sie einen formidablen Rivalen hatten.“ In Großbritannien wurde die Single im Juni 1964 veröffentlicht und erreichte Platz 7 der Record Retailer Charts – der erste britische Hit der Band, der die Top Ten durchbrach.
Der Frontmann der Rolling Stones, Mick Jagger, äußerte sich bei einem Auftritt in der britischen Fernsehsendung Ready Steady Go positiv über das Stück.
Im Jahr 2017 wurde I Get Around in die Grammy Hall of Fame aufgenommen.

## Kommerzieller Erfolg

### Chartplatzierungen
I Get Around debütierte am 6. Juni 1964 auf Platz 17 der US-amerikanischen Billboard Hot 100. Vier Wochen später erreichte das Lied die Chartspitze und avancierte zum ersten Nummer-eins-Hit der Beach Boys. Zudem war es der erste Nummer-eins-Hit einer einheimischen Gruppe seit November 1963, nachdem britische Bands wie die Beatles die Charts dominiert hatten, was als British Invasion bekannt ist. Darüber hinaus wurde es mit Rang sieben ein Top-10-Erfolg im Vereinigten Königreich.
| ChartsChartplatzierungen       | Höchstplatzierung | Wochen/ Monate |
| ------------------------------ | ----------------- | -------------- |
| Deutschland (GfK)              | 38 (1 Mt.)        | 1 Mt.          |
| Vereinigte Staaten (Billboard) | 1 (15 Wo.)        | 15 Wo.         |
| Vereinigtes Königreich (OCC)   | 7 (13 Wo.)        | 13 Wo.         |

| ChartsJahrescharts (1964)      | Platzierung |
| ------------------------------ | ----------- |
| Vereinigte Staaten (Billboard) | 5           |

### Auszeichnungen für Musikverkäufe
| Land/Region                  | Auszeichnungen für Musikverkäufe (Land/Region, Auszeichnung, Verkäufe) | Verkäufe  |
| ---------------------------- | ---------------------------------------------------------------------- | --------- |
| Vereinigte Staaten (RIAA)    | Gold                                                                   | 1.000.000 |
| Vereinigtes Königreich (BPI) | Silber                                                                 | 200.000   |
| Insgesamt                    | 1× Silber · 1× Gold ·                                                  | 1.200.000 |